# Mühlau
Mühlau é uma comuna da Suíça, no Cantão Argóvia, com cerca de 986 habitantes. Estende-se por uma área de 5,52 km², de densidade populacional de 179 hab/km². Confina com as seguintes comunas: Auw, Beinwil, Benzenschwil, Hünenberg (ZG), Merenschwand, Sins.
A língua oficial nesta comuna é o Alemão.